# دشمن قسم خورده (فیلم)
دشمن قسم خورده (انگلیسی: Sworn Enemy) فیلمی آمریکایی در سبک جنایی به کارگردانی ادوین ال مارین است که در سال ۱۹۳۶ منتشر شد. از بازیگران آن می‌توان به رابرت یانگ اشاره کرد.